# Liquid Glass
Liquid Glass es una interfaz gráfica de usuario neumórfica y un lenguaje de diseño desarrollado por Apple como un tema visual unificado en todo su conjunto de sistemas operativos. Se anunció por primera vez el 9 de junio de 2025, en la Apple Worldwide Developers Conference (WWDC). Liquid Glass presenta una interfaz más fluida y similar al vidrio introducida en iOS 26, iPadOS 26, macOS Tahoe, tvOS 26 y watchOS 26.

## Principios
Apple describe Liquid Glass como un material dinámico que combina las «propiedades ópticas del vidrio con una sensación de fluidez». Según las directrices de interfaz humana actualizadas de Apple, las aplicaciones creadas con Liquid Glass deben mostrar una jerarquía entre el contenido y los controles. El objetivo del lenguaje de diseño era unificar la apariencia de los elementos de la interfaz y los dispositivos, haciéndolos consistentes en distintos tamaños de ventanas y pantallas.
El diseño presenta elementos que se adaptan automáticamente a su entorno reflejando y refractando la luz. Los elementos digitales son transparentes y contrastan con los reflejos exteriores de sus formas. En una entrevista con TechRadar, el vicepresidente senior de ingeniería de software de Apple, Craig Federighi, mencionó que durante el proceso de diseño, los diseñadores de Apple utilizaron sus estudios de diseño industrial para fabricar vidrio de diferentes opacidades y propiedades de lente, que coincidan estrechamente con las propiedades de la interfaz de las del vidrio real.

## Implementación
Liquid Glass trae una renovación a los componentes de interfaz de iOS existentes, como texto, controles deslizantes, conmutadores, alertas, paneles, barras laterales y el diseño general de vidrio esmerilado. También está integrado en las aplicaciones predeterminadas, la pantalla de inicio, y aplicaciones de terceros. En un video que detalla el cambio de diseño, Apple afirmó que el lenguaje estaba influenciado por el lenguaje de diseño Aqua de macOS, el desenfoque gaussiano en tiempo real en iOS 7, el movimiento en iPhone X, la Dynamic Island en el iPhone 14 Pro y posteriores, así como la interfaz de usuario similar al vidrio de visionOS.
En una entrevista con The Wall Street Journal, Craig Federighi reconoció la potencia computacional adicional requerida para ejecutar Liquid Glass, pero señaló que esto fue posible gracias a la potencia computacional del Apple Silicon presente en todos los dispositivos de Apple.

## Recepción
Algunos usuarios elogiaron la estética de los sistemas operativos diseñados con el lenguaje y quedaron impresionados por los efectos para recrear las propiedades refractivas y de lente del vidrio. Sin embargo, otros usuarios notaron que ciertos elementos eran demasiado transparentes, lo que dificultaba la lectura del texto en entornos de bajo contraste, como la luz solar directa. Los diseñadores entrevistados por Wired sintieron que los efectos visuales distraían del contenido de la aplicación. Un diseñador también expresó su preocupación por que los desarrolladores con equipos más pequeños podrían tener dificultades para cumplir con los altos estándares visuales establecidos por la nueva interfaz.
El diseño marcó un cambio en los lenguajes de diseño de Apple, alejándose de los rasgos de diseño plano popularizados por Jony Ive hacia elementos esqueumórficos más expresivos. Muchos críticos y usuarios de redes sociales notaron similitudes con Windows Aero, incluidas texturas similares al vidrio popularizadas por Windows Vista.

## Lectura adicional
- «Apple introduces a delightful and elegant new software design». Apple Newsroom. Consultado el 10 de junio de 2025.